# Wettin-ház

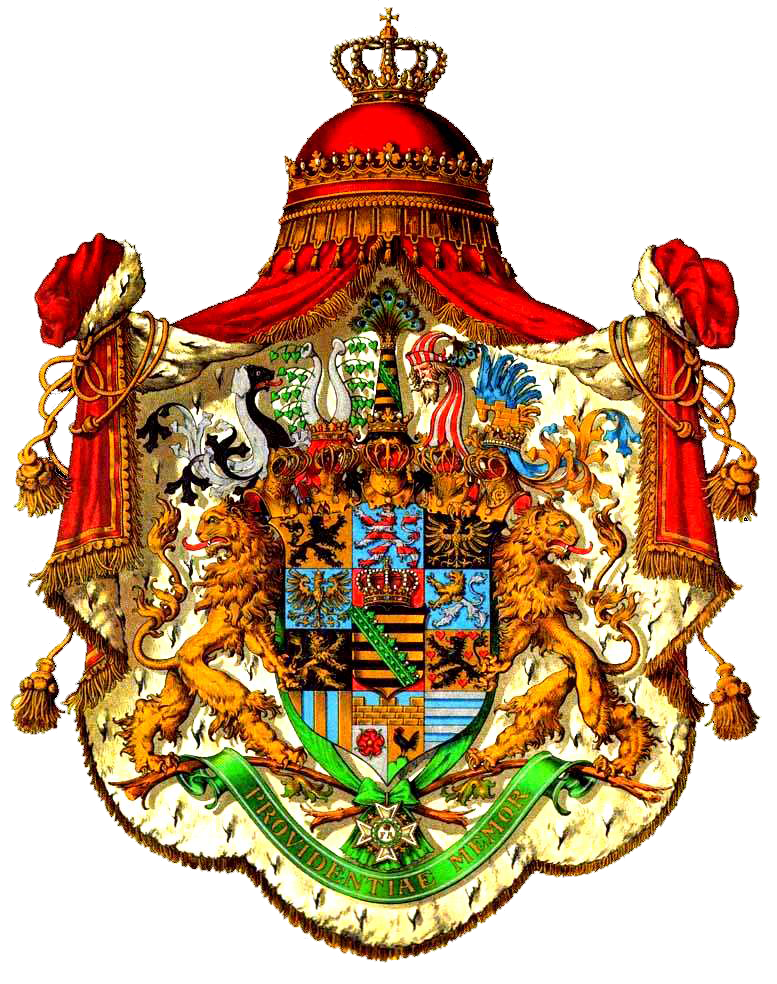
A Wettin-ház Albert-ágának címere

A Wettin-ház szász hercegi és királyi család, mely nevét Wettin váráról kapta. A dinasztia alapítója Burchard szorb őrgróf (†908). A dinasztia hatalmát I. Konrád alapozta meg.

## A család hatalmának megalapozása
Konrád 1123-ban meghódította Meißent és Alsó-Lausitzot a család egy másik ágától. További építkezéseikkel, például Drezdában a család tovább növelte hatalmát.
A birodalom elsők közötti báróiként számos középkori dinasztiával kapcsolatokat építettek ki, például a Piastokkal és a Přemysl-házzal.
1249-ben a család megszerezte Türingiát is.
A család hatalma jelentősen megnövekedett, amikor 1423-ban Zsigmond császár I. (IV. Harcias) Frigyesnek adományozta a szász választófejedelmi címet.

## A család két ágra szakadása
Az 1485-ös lipcsei egyezséggel a család két ágra szakadt.

### Az Ernő-ág
Az Ernő-ág (németül: Ernst) egyik jelentős uralkodója III. (Bölcs) Frigyes, akinek wartburgi udvarában Luther elkészítette a német Biblia-fordítást.
A schmalkaldeni háborút követően V. Károly megfosztotta tisztségeitől az Ernő-ágat, s azt az Albert-ági Móricnak adományozta

### Az Albert-ág
A hatalom megszerzésével az Albert-ági Móric (1521–1553) megszerezte az Ernő-ág birtokait is.
I. János György, az ág egyik fontos uralkodója a Protestáns Unió hadvezére volt a harmincéves háború folyamán. Uralkodása alatt a család birtokai tovább növekedtek.
Egy másik fontos Albert-ági uralkodó volt Erős Ágost, aki a szász uralkodói címen kívül a lengyel királyi címet is viselte.
A napóleoni háborúk során III. Frigyes Ágost választófejedelem Napóleon oldalára állt, a császár ezért elismerte őt Szászország királyának (I. Frigyes Ágost néven). 1806-ban a király csatlakozott a Napóleon által létrehozott Rajnai Szövetséghez, 1807-ben megkapta a Napóleon által kreált Varsói Hercegség uralkodói címét is (Varsó hercege). A szövetségért azonban az uralkodócsalád és az ország Napóleon bukása után súlyos árat fizetett, Szászország jelentős területeit Poroszországhoz és Bajorországhoz csatolták.
Az utolsó uralkodót, III. Frigyes Ágostot az 1918-as forradalom vihara söpörte el.